# Åkulla, Varbergs kommun
Åkulla i Varbergs kommun, Hallands län, är känt för sina bokskogar och sin friluftsverksamhet vid Åkulla Friluftsgård. 
C. M. Rosenberg beskriver 1883 Åkulla som "gård i Rolfstorps socken, Himle härad. Lyder under Hofgård". Den senare, idag kallad Hovgården, är belägen vid Länsväg 153, där slätten möter Sydsvenska höglandets västligaste del.

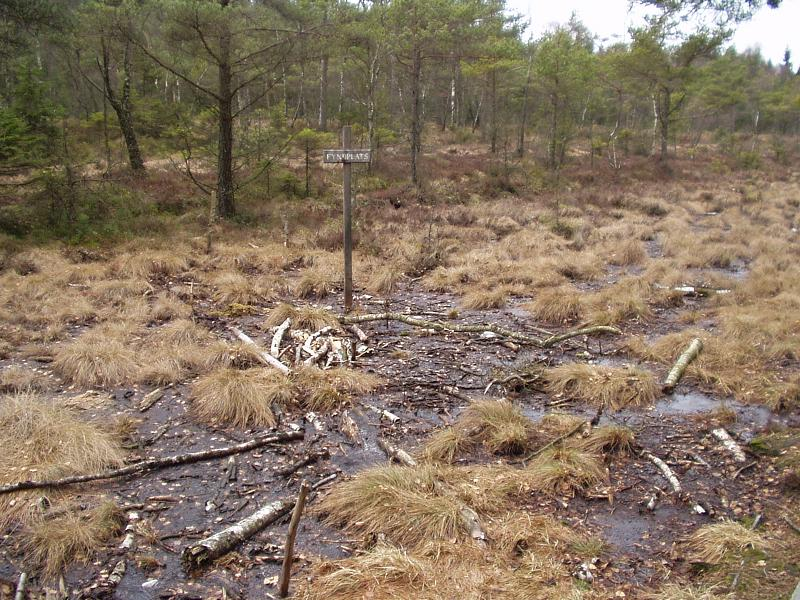
Bockstens mosse.

På gångavstånd från Åkulla vid vägen mot Svartrå finns fyndplatsen för Bockstensmannen, numera känd som Bockstens mosse.

## Historia
Mellan åren 1911 och 1961 låg här en järnvägsstation för Varberg-Ätrans Järnväg (WbÄJ).